# Leptospermum liversidgei
Leptospermum liversidgei  (лат.) — вид цветковых растений рода Тонкосемянник (Leptospermum) семейства Миртовые (Myrtaceae).

## Ботаническое описание
Кустарник до 4 м высотой. Листья 5—7 мм длиной, с характерным лимонным ароматом. Белые или розовые цветки одиночные, впоследствии сменяются деревянистой коробочкой. 

## Распространение и местообитание
Произрастает в основном во влажных прибрежных пустошах на востоке Австралии.

## Особенности химического состава
Различают два хемотипа по характеру выделяемых эфирных масел:
- Цитральный хемотип используется как приправа для пищи, высушенные листья добавляются в чай.
- Цитронеллальный хемотип применяется для отпугивания комаров.

Тонкосемянник Петерсона (Leptospermum petersonii) выделяет эфирные масла со схожим лимонных запахом.

## Хозяйственное значение и применение
Кроме описанного выше применения из-за химических особенностей, Leptospermum liversidgei также выращивается как садовое декоративное растение.

## Синонимика
- Leptospermum flavescens var. citriodorum F.M.Bailey
- Leptospermum polygalifolium var. citriodorum (F.M.Bailey) Domin[1]